# Chris Tamer
Pour les articles homonymes, voir Tamer.
Chris Tamer (né le 17 novembre 1970 à Dearborn dans l'État du Michigan aux États-Unis) est un ancien joueur de Hockey sur glace ayant évolué dans la Ligue nationale de hockey.

## Carrière
Après une saison passée avec l'équipe des Wolverines de l'université du Michigan, il est réclamé en 4e ronde, le 68e au total, par les Penguins de Pittsburgh au repêchage de 1990. Il continua néanmoins à jouer pour le Michigan durant les trois saisons suivantes.
Il devint joueur professionnel lors de la saison 1993-1994 où il fait d'ailleurs ses débuts dans la LNH jouant 12 rencontres avec les Penguins, il passe le reste de la saison avec leur club-école de la ligue internationale de hockey, les Lumberjacks de Cleveland. Dès ses débuts, Tamer s'impose par son style de jeu robuste et lors de sa première saison complète dans la LNH en 1995-1996 il aide son équipe à atteindre la finale de l'association de l'est.
En 1998-1999, après 11 rencontres jouées avec Pittsburgh il est échangé en compagnie de Petr Nedved et Sean Pronger aux Rangers de New York en retour d'Alekseï Kovaliov et d'Harry York. À l'été suivante il est réclamé par les Thrashers d'Atlanta lors de leur repêchage d'expansion, il devient alors un joueur-clef pour la jeune franchise jusqu'à la saison 2003-2004 où il se blesse et rate la majorité de la saison.
À la suite du lock-out que connut la LNH, il essaie d'effectuer un retour au jeu avec le club-école des Thrashers dans la Ligue américaine de hockey, les Wolves de Chicago. Il ne joue que 14 parties avant de se retirer définitivement de la compétition.
Au niveau international, Chris Tamer est membre à deux reprises de l'équipe nationale des États-Unis qui prend part au Championnat du monde de hockey sur glace en 1999 et en 2002.

## Statistiques
| Saison      | Équipe                   | Ligue       |     | Saison régulière | Saison régulière | Saison régulière | Saison régulière | Saison régulière | Saison régulière |   | Séries éliminatoires | Séries éliminatoires | Séries éliminatoires | Séries éliminatoires | Séries éliminatoires | Séries éliminatoires |
| Saison      | Équipe                   | Ligue       | PJ  | B                | A                | Pts              | Pun              | +/-              | PJ               | B | A                    | Pts                  | Pun                  | +/-                  |                      |                      |
| 1989-1990   | Wolverines du Michigan   | CCHA        | 42  | 2                | 7                | 9                | --               | 147              | —                | — | —                    | —                    | —                    | —                    |                      |                      |
| 1990-1991   | Wolverines du Michigan   | CCHA        | 45  | 8                | 19               | 27               | --               | 130              | —                | — | —                    | —                    | —                    | —                    |                      |                      |
| 1991-1992   | Wolverines du Michigan   | CCHA        | 43  | 4                | 15               | 19               | --               | 125              | —                | — | —                    | —                    | —                    | —                    |                      |                      |
| 1992-1993   | Wolverines du Michigan   | CCHA        | 39  | 5                | 18               | 23               | --               | 113              | —                | — | —                    | —                    | —                    | —                    |                      |                      |
| 1993-1994   | Penguins de Pittsburgh   | LNH         | 12  | 0                | 0                | 0                | 3                | 9                | 5                | 0 | 0                    | 0                    | 1                    | 2                    |                      |                      |
| 1993-1994   | Lumberjacks de Cleveland | LIH         | 53  | 1                | 2                | 3                | --               | 160              | —                | — | —                    | —                    | —                    | —                    |                      |                      |
| 1994-1995   | Penguins de Pittsburgh   | LNH         | 36  | 2                | 0                | 2                | 0                | 82               | 4                | 0 | 0                    | 0                    | -4                   | 18                   |                      |                      |
| 1994-1995   | Lumberjacks de Cleveland | LIH         | 48  | 4                | 10               | 14               | --               | 204              | —                | — | —                    | —                    | —                    | —                    |                      |                      |
| 1995-1996   | Penguins de Pittsburgh   | LNH         | 70  | 4                | 10               | 14               | 20               | 153              | 18               | 0 | 7                    | 7                    | 0                    | 24                   |                      |                      |
| 1996-1997   | Penguins de Pittsburgh   | LNH         | 45  | 2                | 4                | 6                | -25              | 131              | 4                | 0 | 0                    | 0                    | -1                   | 4                    |                      |                      |
| 1997-1998   | Penguins de Pittsburgh   | LNH         | 79  | 0                | 7                | 7                | 4                | 181              | 6                | 0 | 1                    | 1                    | -1                   | 4                    |                      |                      |
| 1998-1999   | Penguins de Pittsburgh   | LNH         | 11  | 0                | 0                | 0                | -2               | 32               | —                | — | —                    | —                    | —                    | —                    |                      |                      |
| 1998-1999   | Rangers de New York      | LNH         | 52  | 1                | 5                | 6                | -12              | 92               | —                | — | —                    | —                    | —                    | —                    |                      |                      |
| 1999        | États-Unis               | CM          | 6   | 1                | 0                | 1                | --               | 8                | —                | — | —                    | —                    | —                    | —                    |                      |                      |
| 1999-2000   | Thrashers d'Atlanta      | LNH         | 69  | 2                | 8                | 10               | -32              | 91               | —                | — | —                    | —                    | —                    | —                    |                      |                      |
| 2000-2001   | Thrashers d'Atlanta      | LNH         | 82  | 4                | 13               | 17               | -1               | 128              | —                | — | —                    | —                    | —                    | —                    |                      |                      |
| 2001-2002   | Thrashers d'Atlanta      | LNH         | 78  | 3                | 3                | 6                | -11              | 111              | —                | — | —                    | —                    | —                    | —                    |                      |                      |
| 2002        | États-Unis               | CM          | 7   | 0                | 1                | 1                | --               | 2                | —                | — | —                    | —                    | —                    | —                    |                      |                      |
| 2002-2003   | Thrashers d'Atlanta      | LNH         | 72  | 1                | 9                | 10               | -10              | 118              | —                | — | —                    | —                    | —                    | —                    |                      |                      |
| 2003-2004   | Thrashers d'Atlanta      | LNH         | 38  | 2                | 5                | 7                | -9               | 55               | —                | — | —                    | —                    | —                    | —                    |                      |                      |
| 2005-2006   | Wolves de Chicago        | LAH         | 14  | 0                | 3                | 3                | --               | 16               | —                | — | —                    | —                    | —                    | —                    |                      |                      |
| Totaux LNH  | Totaux LNH               | Totaux LNH  | 644 | 21               | 64               | 85               | -75              | 1 183            | 37               | 0 | 8                    | 8                    | -5                   | 52                   |                      |                      |
| Totaux CCHA | Totaux CCHA              | Totaux CCHA | 169 | 19               | 59               | 78               | --               | 515              | —                | — | —                    | —                    | —                    | —                    |                      |                      |

### Transaction en carrière
- 1990, repêché par les Penguins de Pittsburgh (4e choix de l'équipe, 68e au total).
- 25 novembre 1998, échangé par Pittsburgh aux Rangers de New York avec Petr Nedved et Sean Pronger en retour d'Alekseï Kovaliov et de Harry York.
- 25 juin 1999, réclamé lors du repêchage d'expansion des Thrashers d'Atlanta.
- automne 2005, se retire de la compétition dû à de nombreuses blessure.